# Редаэлли, Мария
Мария Анджела Радаэлли (итал. Maria Angela Redaelli; 3 апреля 1899 — 2 апреля 2013) — итальянская долгожительница, не дожившая один день до своего сто четырнадцатого дня рождения. На момент смерти являлась старейшим человеком, живущим в Италии, а также старейшим человеком, живущим в Европе. Кроме того была одним из двух последних итальянцев, родившихся до 1900 года. Являлась самым пожилым болельщиком миланского «Интера».

## Биография
Родилась в ломбардийском городке Инцаго, провинции Милан. Вышла замуж за сталевара Гаспра Граноли, с которым родила и вырастила двоих детей Луиджи и Карла. В течение сорока лет работала в шелк-прядильной фабрике.
После 1974 года, Мария Радаэлли на постоянное место жительства переехала к семье своей дочери в пригород Милана городок Новате-Миланезе.
3 апреля 2012 года она отпраздновала свой 113-й день рождения. Мэром города Новате-Миланезе, с помощью фан-клуба «Интера» были организованы торжества в честь дня рождения старейшего болельщика «Интера». Полицейская машина привезла её в центр города, где она принимала поздравления от мэра Лоренцо Гуццелони и граждан города. Среди поздравляющих были: Беди Моратти (Bedy Moratti), приходившейся сестрой президенту «Интера» Массимо Моратти, и Эрнесто Паолильо, исполнительный директор неррадзури.

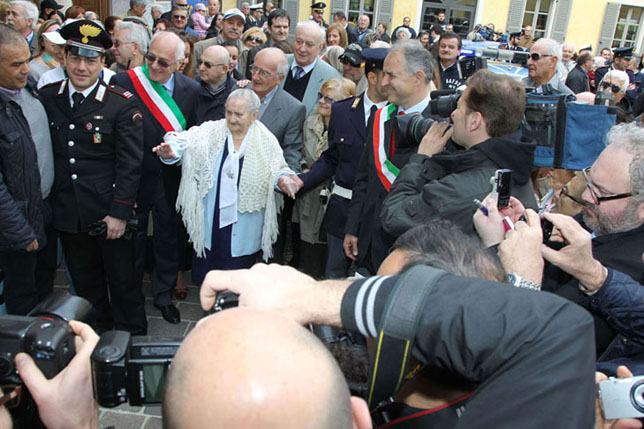
Празднование 113-летия Марии Радаэлли

От клуба ими была подарена специальная футболка с её именем и номером 113, символизирующей возраст пожилой болельщицы, кроме того ими были переданы наилучшие пожелания от всей команды. Говоря о клубе Мария отмечала, что болеет за «Интер» с момента его основания, а его черно-синие цвета, по её словам, отпечатались в её сердце на всю жизнь.
В свои последние дни она была достаточно активна, находилась в добром здравии и с ясной головой. Несмотря на то, что у неё были некоторые проблемы со зрением и слухом, она каждый день читала газеты и журналы. Умерла Мария Радаэлли 2 апреля 2013 года, накануне своего сто четырнадцатого дня рождения. На момент её смерти, она была самым пожилым человеком, живущим в Италии, и старейшим человеком в Европе. Помимо этого она являлась одним из двух последних итальянцев, родившихся до 1900 года